# Reinhold Bruens
Reinhold Bruens (* 4. November 1905 in Telgte; † 3. November 1992 in Münster) war ein deutscher Kommunalpolitiker (FDP).

## Leben
Nach dem Schulbesuch studierte er Rechtswissenschaften in Tübingen. Seit 1925 war er Mitglied der katholischen Studentenverbindung AV Guestfalia Tübingen im CV. Er legte das erste und das zweite Staatsexamen ab und wurde 1929 in Tübingen mit der Arbeit „Die Begünstigung“ zum Dr. iur. promoviert. Ab 1933 war er als Fachanwalt für Verwaltungsrecht und Notar tätig. Bruens nahm am Zweiten Weltkrieg teil, war verheiratet und hatte sieben Kinder.
Dem Kreistag des Landkreises Münster gehörte er von 1946 bis 1948 an. Vom 6. November 1946 bis zum 15. November 1948 war er Landrat des ehemaligen Landkreises Münster. Bis 1950 war er danach noch stellvertretender Landrat. 1953 kandidierte er im Wahlkreis Münster-Stadt und -Land erfolglos für die FDP für den Bundestag.